# Marrubieae
Tribu
Les Marrubieae sont une tribu de plantes à fleurs de la famille des Lamiacées et de la sous-famille des Lamioideae.
Le genre type est Marrubium L.

## Liste des genres
Acanthoprasium – Ballota – Marrubium – Moluccella – Pseudodictamnus

## Publication originale
- Visiani R., 1847. Flora Dalmatica sive Enumeratio stirpium vascularium quas hactenus in Dalmatia lectas et sibi observatas descripsit digessit rariorumque iconibus illustravit. Vol. II. 268 pp., xxvi tab. Friedericus Hoffmeister, Lipsiae [Leipzig].